# Праве раже
Праве раже или раје (Rajidae) су група риба са хрскавичавим скелетом, рушљориба, које имају јако дорзо-вентрално (леђно-трбушно) спљоштено тело спојено са грудним перајима. Тело је ромбоидног облика и одвојено је од закржљалог и танког репа. Репно пераје је слабо развијено, а сам реп нема одбрамбених бодљи. Грудна пераја обухватају и главу градећи напред шпиц. Кожа није сасвим глатка већ се на њој налази неколико крљушти са бодљама. Полажу јаја која су заштићена чврстом љуском и имају крупе наставке којима се каче за морско дно.

## Класификација
Најзначајнији представници ове породице ража су:
- каменица (Raja clavata), која има три реда јаких бодљи поређаних дуж леђа и репа; достиже дужину до 1 m и живи на муљевитој и песковитој подлози;
- ража модропега (Raja miraletus), која на репу и између очију има трнове, док је тело без великих бодљи; горња страна тела је сиво-мрке боје са две упадљиве округле светлоплаве мрље; достиже до 40 cm дужине;
- ражица звездопежица (Raja stellata), реп и средишња линија тела су без бодљи, а присутне су многобројне мрке, жућкасте флеке; дужине је до 50 cm.

Остале врсте (има их око 200) сврстане су у већи број родова:
- род Amblyraja са врстама:
  - Amblyraja badia (Garman, 1899)
  - Amblyraja doellojuradoi (Pozzi, 1935)
  - Amblyraja frerichsi (G. Krefft, 1968)
  - Amblyraja georgiana (Norman, 1938)
  - Amblyraja hyperborea (Collett, 1879)
  - Amblyraja jenseni (Bigelow & Schroeder, 1950)
  - Amblyraja radiata (Donovan, 1808)
  - Amblyraja reversa (Lloyd, 1906)
  - Amblyraja robertsi (Hulley, 1970)
  - Amblyraja taaf (E. E. Meisner, 1987)
- род Breviraja са врстама:
  - Breviraja claramaculata McEachran & Matheson, 1985
  - Breviraja colesi Bigelow & Schroeder, 1948
  - Breviraja marklei McEachran & Miyake, 1987
  - Breviraja mouldi McEachran & Matheson, 1995
  - Breviraja nigriventralis McEachran & Matheson, 1985
  - Breviraja spinosa Bigelow & Schroeder, 1950
- род Dactylobatus са врстама:
  - Dactylobatus armatus B. A. Bean & A. C. Weed, 1909
  - Dactylobatus clarkii (Bigelow & Schroeder, 1958)
- род Dentiraja са врстама:
  - Dentiraja australis, (Macleay, 1884)
  - Dentiraja cerva (Whitley, 1939)
  - Dentiraja confusa (Last, 2008)
  - Dentiraja endeavouri (Last, 2008)
  - Dentiraja falloarga (Last, 2008)
  - Dentiraja flindersi Last & Gledhill, 2008
  - Dentiraja healdi (Last, W. T. White & Pogonoski, 2008)
  - Dentiraja lemprieri (Richardson, 1845)
  - Dentiraja polyommata (Ogilby, 1910)
- род Dipturus са врстама:
  - Dipturus batis (Linnaeus, 1758)
  - Dipturus bullisi (Bigelow & Schroeder, 1962)
  - Dipturus campbelli (Wallace, 1967)
  - Dipturus chilensis (Guichenot, 1848)
  - Dipturus crosnieri (Séret, 1989)
  - Dipturus diehli Soto & Mincarone, 2001
  - Dipturus doutrei (Cadenat, 1960)
  - Dipturus ecuadoriensis (Beebe & Tee-Van, 1941)
  - Dipturus flavirostris (Philippi, 1892)
  - Dipturus garricki (Bigelow & Schroeder, 1958)
  - Dipturus gigas (Ishiyama, 1958)
  - Dipturus gudgeri (Whitley, 1940)
  - Dipturus innominatus (Garrick & Paul, 1974)
  - Dipturus johannisdavisi (Alcock, 1899)
  - Dipturus kwangtungensis (Chu, 1960)
  - Dipturus laevis (Mitchill, 1818)
  - Dipturus lanceorostratus (Wallace, 1967)
  - Dipturus leptocauda (Krefft & Stehmann, 1975)
  - Dipturus linteus (Fries, 1838)
  - Dipturus macrocauda (Ishiyama, 1955)
  - Dipturus mennii Gomes & Paragó, 2001
  - Dipturus nasutus (Müller & Henle, 1841)
  - Dipturus nidarosiensis (Storm, 1881)
  - Dipturus olseni (Bigelow & Schroeder, 1951)
  - Dipturus oregoni (Bigelow & Schroeder, 1958)
  - Dipturus pullopunctata (Smith, 1964)
  - Dipturus springeri (Wallace, 1967)
  - Dipturus stenorhynchus (Wallace, 1967)
  - Dipturus teevani (Bigelow & Schroeder, 1951)
  - Dipturus tengu (Jordan & Fowler, 1903)
  - Dipturus trachyderma (Krefft & Stehmann, 1975)
- род Hongeo са врстом:
  - Hongeo koreana (Jeong & Nakabo, 1997)
- род Malacoraja са врстама:
  - Malacoraja kreffti (Stehmann, 1978)
  - Malacoraja obscura M. R. de Carvalho, U. L. Gomes & Gadig, 2005
  - Malacoraja senta (Garman, 1885)
  - Malacoraja spinacidermis (Barnard, 1923)
- род Neoraja са врстама:
  - Neoraja africana (Stehmann & Séret, 1983)
  - Neoraja caerulea (Stehmann, 1976)
  - Neoraja carolinensis McEachran & Stehmann, 1984
  - Neoraja iberica Stehmann, Séret, M. E. Costa & Baro, 2008
  - Neoraja stehmanni (Hulley, 1972)
- род Okamejei са врстама:
  - Okamejei acutispina (Ishiyama, 1958)
  - Okamejei arafurensis Last & Gledhill, 2008
  - Okamejei boesemani (Ishihara, 1987)
  - Okamejei cairae Last, Fahmi & Ishihara, 2010
  - Okamejei heemstrai (McEachran & Fechhelm, 1982)
  - Okamejei hollandi (D. S. Jordan & R. E. Richardson, 1909)
  - Okamejei kenojei (J. P. Müller & Henle, 1841)
  - Okamejei leptoura Last & Gledhill, 2008
  - Okamejei meerdervoortii (Bleeker, 1860)
  - Okamejei mengae Jeong, Nakabo & H. L. Wu, 2007
  - Okamejei ornata Weigmann, Stehmann & Thiel, 2015[1]
  - Okamejei pita (R. Fricke & Al-Hassan, 1995)
  - Okamejei schmidti (Ishiyama, 1958)
- род Orbiraja са врстама: 
  - Orbiraja jensenae (Last & A. P. K. Lim, 2010)
  - Orbiraja philipi (Lloyd, 1906)
  - Orbiraja powelli (Alcock, 1898)
- род Fenestraja са врстама: 
  - Fenestraja atripinna (Bigelow & Schroeder, 1950)
  - Fenestraja cubensis (Bigelow & Schroeder, 1950)
  - Fenestraja ishiyamai (Bigelow & Schroeder, 1962)
  - Fenestraja maceachrani (Séret, 1989)
  - Fenestraja mamillidens (Alcock, 1889)
  - Fenestraja plutonia (Garman, 1881)
  - Fenestraja sibogae (M. C. W. Weber, 1913)
  - Fenestraja sinusmexicanus (Bigelow & Schroeder, 1950)
- род Gurgesiella са врстама: 
  - Gurgesiella atlantica (Bigelow & Schroede, 1962)
  - Gurgesiella dorsalifera McEachran & Compagno, 1980
  - Gurgesiella furvescens F. de Buen, 1959
- род Leucoraja са врстама:
  - Leucoraja caribbaea (McEachran, 1977)
  - Leucoraja circularis (Couch, 1838)
  - Leucoraja compagnoi (Stehmann, 1995)
  - Leucoraja erinacea (Mitchill, 1825)
  - Leucoraja fullonica (Linnaeus, 1758)
  - Leucoraja garmani (Whitley, 1939)
  - Leucoraja lentiginosa (Bigelow & Schroeder, 1951)
  - Leucoraja leucosticta (Stehmann, 1971)
  - Leucoraja melitensis (R. S. Clark, 1926)
  - Leucoraja naevus (J. P. Müller & Henle, 1841)
  - Leucoraja ocellata (Mitchill, 1815)
  - Leucoraja pristispina Last, Stehmann & Séret, 2008
  - Leucoraja virginica (McEachran, 1977)
  - Leucoraja wallacei (Hulley, 1970)
  - Leucoraja yucatanensis (Bigelow & Schroeder, 1950)
- род Raja са врстама:
  - Raja ackleyi Garman, 1881
  - афричка ража (Raja africana) Capapé, 1977
  - бахамска ража (Raja bahamensis) Bigelow & Schroeder, 1965
  - велика ража (Raja binoculata) Girard, 1855
  - плава ража (Raja brachyura) Lafont, 1873
  - Raja cervigoni Bigelow & Schroeder, 1964
  - Raja clavata Linnaeus, 1758
  - Raja cortezensis McEachran & Miyake, 1988
  - Raja eglanteria Bosc, 1800
  - Raja equatorialis Jordan & Bollman, 1890
  - Raja herwigi Krefft, 1965
  - калифорнијска ража (Raja inornata) Jordan & Gilbert, 1881
  - корејска ража (Raja koreana) Jeong & Nakabo, 1997
  - Raja maderensis Lowe, 1838
  - Raja microocellata Montagu, 1818
  - Raja miraletus Linnaeus, 1758
  - Raja montagui Fowler, 1910
  - Raja polystigma Regan, 1923
  - Raja pulchra Liu, 1932
  - Raja radula Delaroche, 1809
  - Raja rhina Jordan & Gilbert, 1880
  - Raja rondeleti Bougis, 1959
  - Raja rouxi  Capapé, 1977
  - Raja stellulata Jordan & Gilbert, 1880
  - Raja straeleni Poll, 1951
  - Raja texana Chandler, 1921
  - Raja undulata Lacepède, 1802
  - Raja velezi Chirichigno F., 1973
- род Rajella са врстама:
  - Rajella annandalei M. C. W. Weber, 1913
  - Rajella barnardi Norman, 1935
  - Rajella bathyphila Holt & Byrne, 1908
  - Rajella bigelowi Stehmann, 1978
  - Rajella caudaspinosa von Bonde & Swart, 1923
  - Rajella challengeri Last & Stehmann, 2008
  - Rajella dissimilis Hulley, 1970
  - Rajella eisenhardti Long & McCosker, 1999
  - Rajella fuliginea Bigelow & Schroeder, 1954
  - Rajella fyllae Lütken, 1887
  - Rajella kukujevi Dolganov, 1985
  - Rajella leopardus von Bonde & Swart, 1923
  - Rajella lintea Fries, 1838
  - Rajella nigerrima F. de Buen, 1960
  - Rajella paucispinosa Weigmann, Stehmann & Thiel, 2014[2]
  - Rajella purpuriventralis Bigelow & Schroeder, 1962
  - Rajella ravidula Hulley 1970
  - Rajella sadowskii G. Krefft & Stehmann, 1974
- род Rostroraja са врстама:
  - Rostroraja ackleyi (Garman, 1881)
  - Rostroraja alba (Lacépède, 1803)
  - Rostroraja bahamensis (Bigelow & Schroeder, 1965)
  - Rostroraja cervigoni (Bigelow & Schroeder, 1964)
  - Rostroraja eglanteria (L. A. G. Bosc, 1800)
  - Rostroraja equatorialis (D. S. Jordan & Bollman, 1890)
  - Rostroraja texana (A. C. Chandler, 1921)
  - Rostroraja velezi (Chirichigno F., 1973)
- род Spiniraja са врстом:
  - Spiniraja whitleyi (Iredale, 1938)
- род Zearaja са врстама:
  - Zearaja argentinensis (Díaz de Astarloa, Mabragaña, Hanner & Figueroa, 2008)
  - Zearaja chilensis (Guichenot, 1848)
  - Zearaja maugeana Last & Gledhill, 2007
  - Zearaja nasuta (J. P. Müller & Henle, 1841)